# Туризм в Гибралтаре

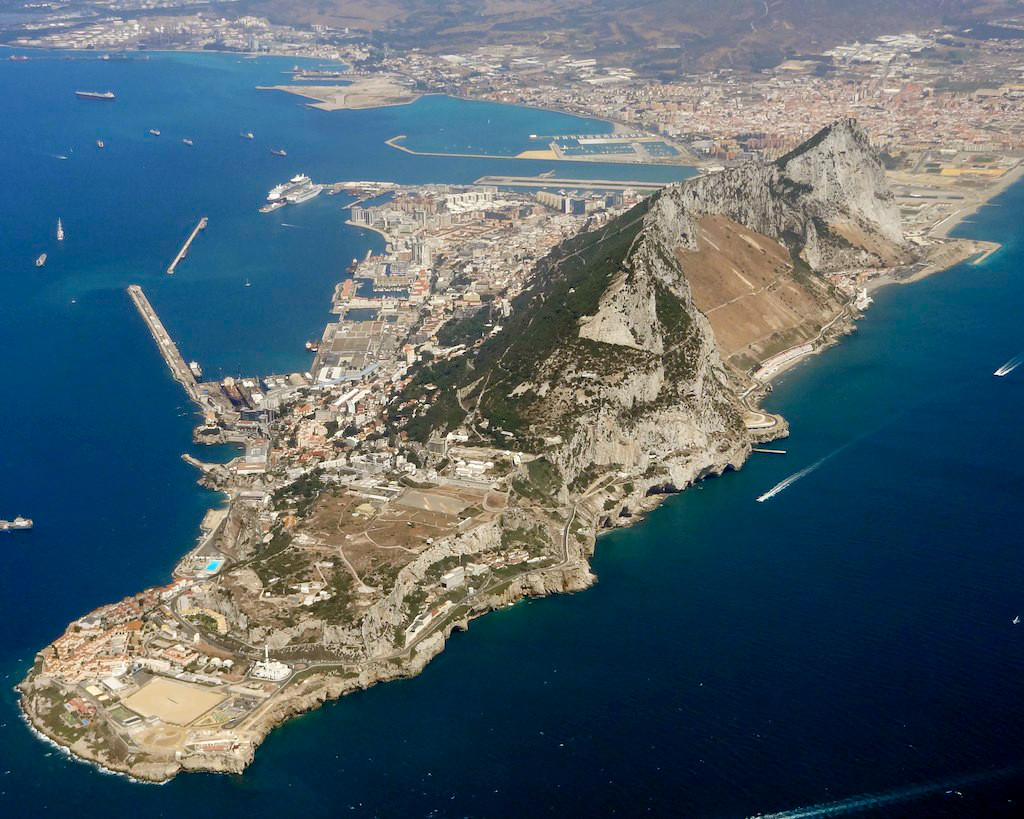
Гибралтар с высоты

Туризм является одной из наиболее важных составляющих экономики британской заморской территории Гибралтар наряду с финансовой и транспортной отраслями. Основными объектами, привлекающими туристов, являются Гибралтарская скала, обитающие в городе обезьяны-маготы, памятники военно-исторического наследия, зона беспошлинной торговли, казино и стоянки яхт. Собственное население Гибралтара составляет около 30 000 человек, на которых в 2011 году пришлось почти 12 млн посещений, что является одним из наиболее высоких показателей в мире.
Правительство Гибралтара стремится развивать туристический сектор, чтобы устранить прежнюю зависимость территории от британских военных, обеспечивавших финансирование до урезания ассигнований из бюджета Министерства обороны после 1980-х годов. Стоянки яхт, возникшие в числе первых в регионе, на протяжении более 50 лет сохраняют за Гибралтаром статус важного центра морского транспорта. Туристический бум начался в середине 1980-х годов, но к концу десятилетия рост отрасли остановился и возобновился вновь в середине 1990-х годов благодаря программе государственных инвестиций и маркетингу. Здание нового круизного терминала, новый терминал аэропорта, превращение основных улиц в пешеходные зоны, реконструкция исторических зданий в центре города и появление доступных достопримечательностей в других местах полуострова помогли значительно увеличить число туристов с начала XXI века.

## Развитие туризма в Гибралтаре

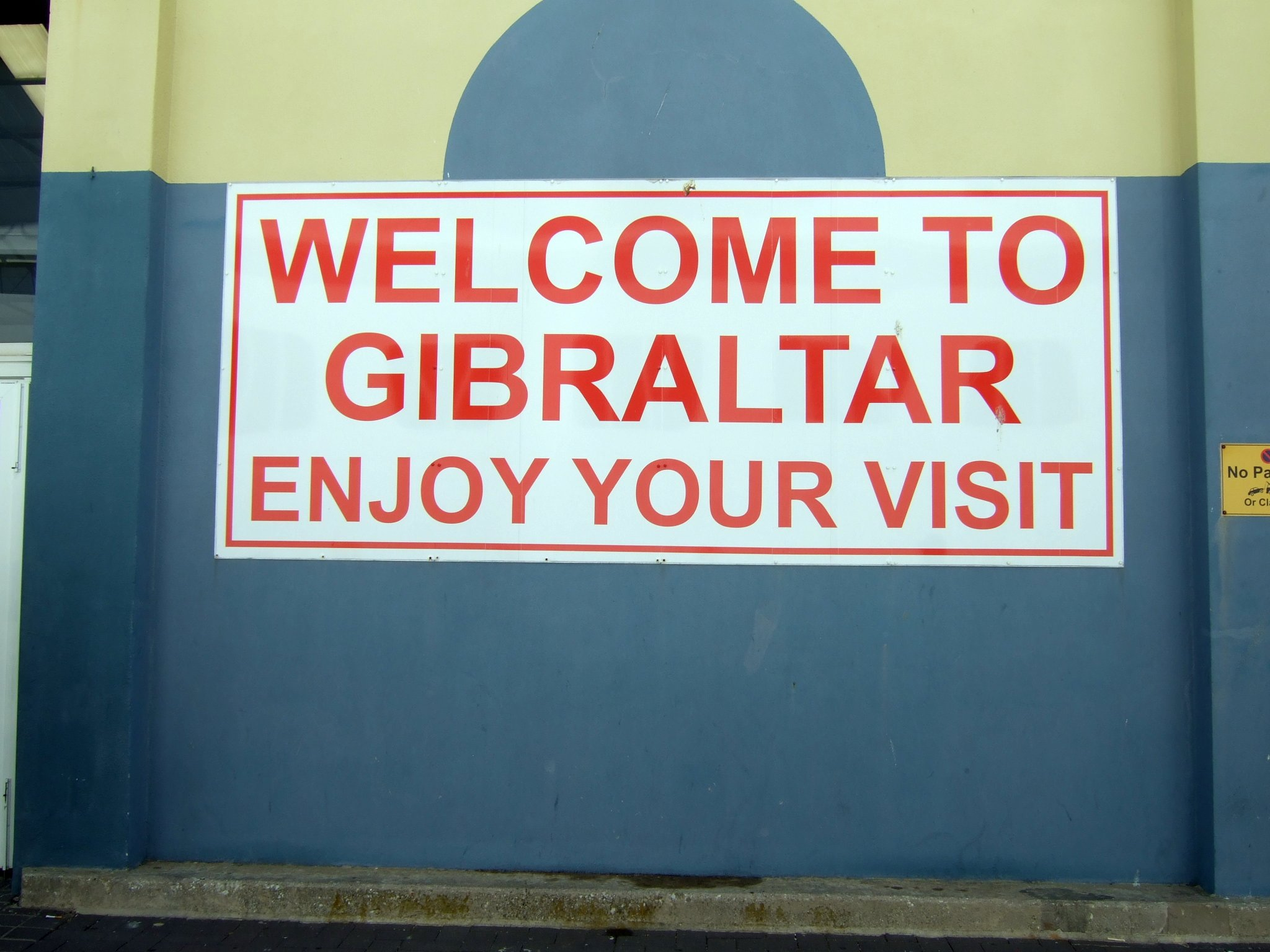
Приветствие у входа в пассажирский терминал гибралтарского порта.

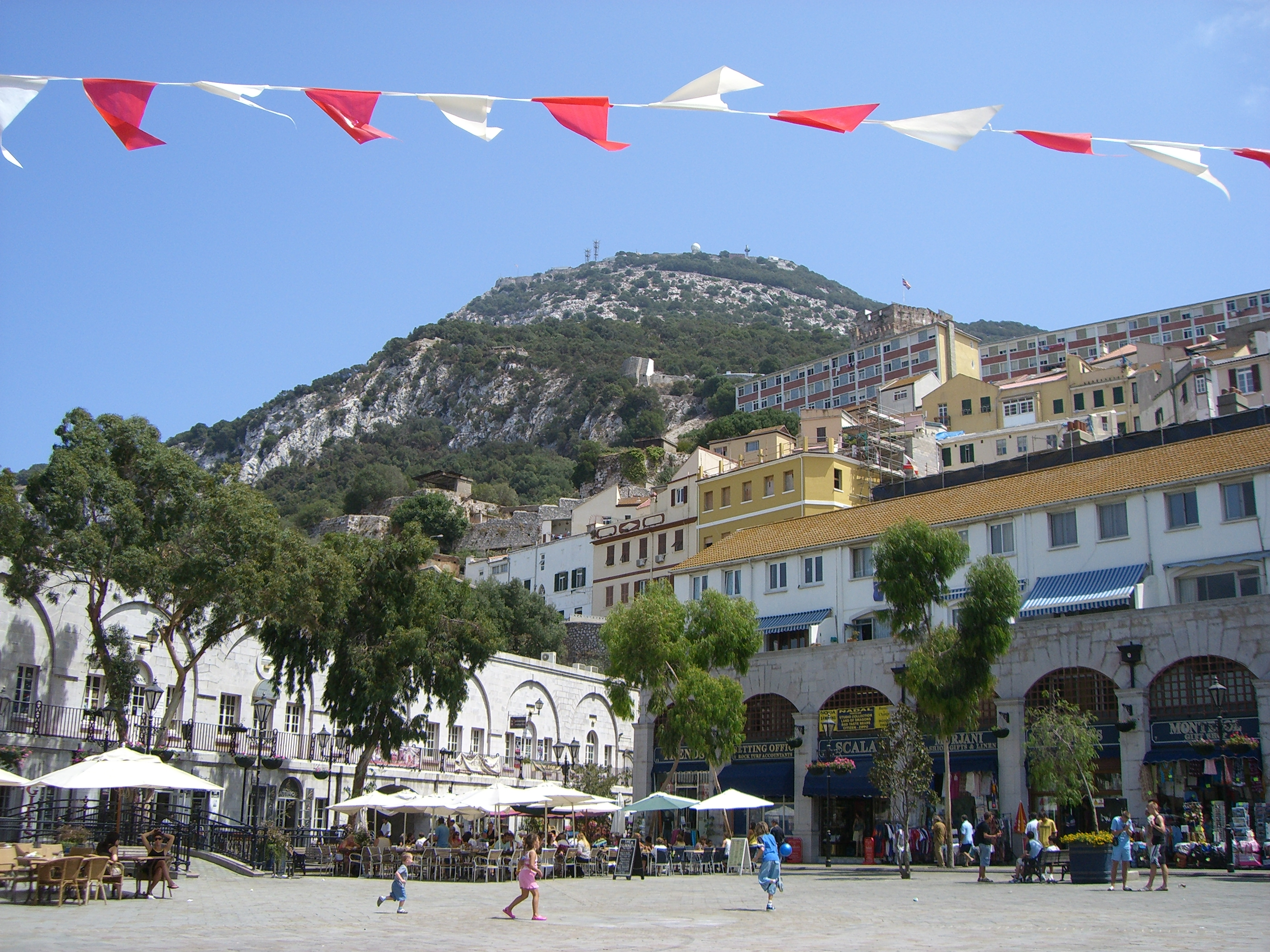
Гранд-Кейзмейтс-сквер, превращённая в пешеходную зону в конце 1990-х годов

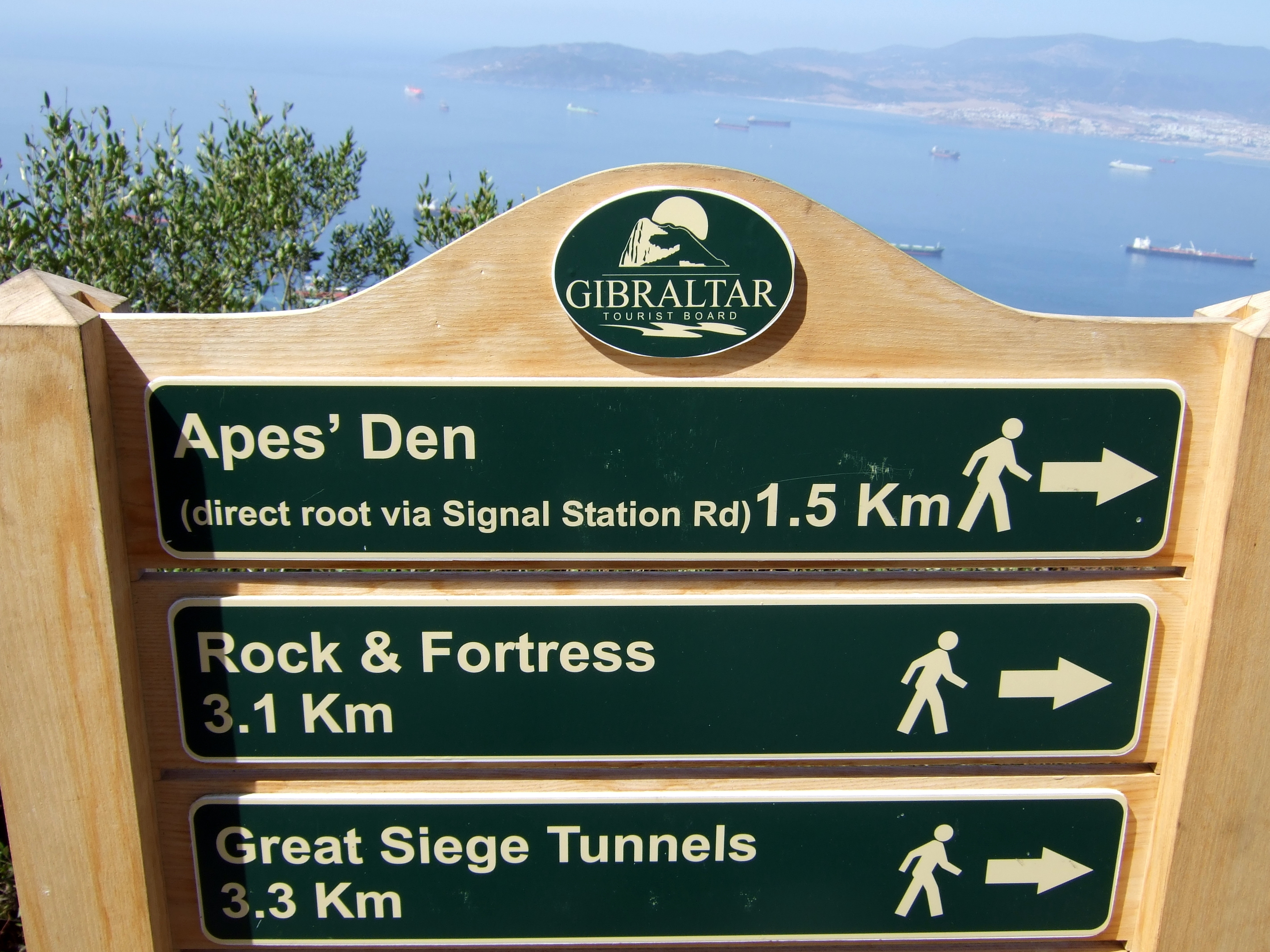
Один из указателей, установленных на Гибралтарской скале Советом по туризму

На протяжении большей части истории Гибралтара как британской территории его экономика опиралась на двойственный статус ключевой британской военной базы и торгового перевалочного пункта у входа в Средиземное море. Туризм впервые приобрёл значимость в межвоенный период и значительно возрос после Второй мировой войны в связи с открытием первой стоянки яхт в 1961 году. Будучи первой в регионе, она привлекала всё большее число яхт и круизных судов.
Туристическая отрасль была серьёзно подорвана решением испанского правительства с 1969 года полностью закрыть испано-гибралтарскую границу в результате политического спора вокруг статуса полуострова. В следующие десять лет число туристов резко уменьшилось. Граница оставалась закрытой до 1982 года, когда её частично разблокировали, а с 5 февраля 1985 года ограничения были сняты полностью. В первую же неделю её пересекли 45 тыс. человек, а в Пасху 1985 года в город со стороны Испании вошло 10 000 человек. Всего за шесть месяцев туристический поток достиг миллиона посетителей, к концу года он достиг двух миллионов. Количество туристов, прибывавших по воздуху, выросло в два раза, когда туристические операторы стали предлагать пакеты, сочетающие в себе посещение Гибралтара и Коста-дель-Соль. К 1986 году город принимал пять миллионов посетителей в год (60 тыс. в неделю). Аэропорт, как и до закрытия границы, стал воздушными воротами на Коста-дель-Соль; самолётами прибывало 90 тыс. туристов ежегодно, из которых 22 тыс. отправились на курорты Коста-дель-Соль.
Чтобы освободить дороги для ожидаемого транспортного потока на дорогах, тысячу старых автомобилей собрали с улиц и скинули со скалы в море на мысе Европа, южной оконечности территории. Несмотря на столь радикальную меру, парковочные места оставались в дефиците, так как после открытия границы а Гибралтар въезжало более тысячи автомобилей в сутки. Начался бум в розничной торговле, гостиничном бизнесе и общественном питании, оборотной стороной которого стали хронические транспортные проблемы и угроза окружающей среде, в частности, маготам и популяции птиц. При этом количество обезьян стремительно росло в результате несанкционированного кормления туристами; это также привело к росту агрессивности обезьян, которые начали воспринимать человека как источник пищи. Проблему решили в 2008 году, когда правительство Гибралтара оплатило отлов бродячих обезьян в гостиницах и перемещение их в район Каталан-Бэй. Против отлова протестовали учёные и защитники прав животных, но чиновники оправдали свои действия тем, что чрезмерно агрессивные обезьяны пугают туристов и наносят ущерб экономике.
Снижение британского военного присутствия в Гибралтаре в 1980-х и 1990-х годах вынудили правительство провести коренные изменения в экономической политике с акцентом на поощрении туризма и обеспечении самодостаточности. К этому времени, однако, рост туризма остановился, в 1993 году заполняемость гостиниц составило менее 30 %. Туризм стал важной темой во время выборов 16 мая 1996 года. Вновь избранный главный министр Питер Каруана обещал возродить пошатнувшуюся экономику за счёт расширения туризма. Новое правительство осуществляет программу совершенствования портовой инфраструктуры, включая строительство нового пассажирского терминала для круизных судов. Нововведения коснулись маркетинга, в частности, Гибралтар присоединился к MedCruise Association, чтобы содействовать пропаганде Средиземноморья как круизного направления, и ввёл общие стандарты для портовых сооружений. В обновление аэропорта было инвестировано £5,2 млн. На Мэйн-стрит провели реставрацию, улицу превратили в пешеходную. Ряд старых гарнизонных зданий перепрофилировали под торговые и развлекательные центры, в частности, территорию вокруг Гранд-Кейзмейтс-сквер, которая ранее использовалась в качестве автостоянки. Программа повышения туристической привлекательности привела к значительному увеличению числа туристов, поток которых вырос с четырёх миллионов в 1996 году до семи миллионов в 2001 году, число ночёвок увеличилось на 30 %. К 2006 году вклад туризма в экономику превысил вклад других отраслей, в 2011 году траты посетителей составили около £279,41 млн.
Тем не менее, в 2014 году Huffington Post поместил Гибралтар в список 10 самых «разочаровывающих» туристических мест.

## Число туристов и демография

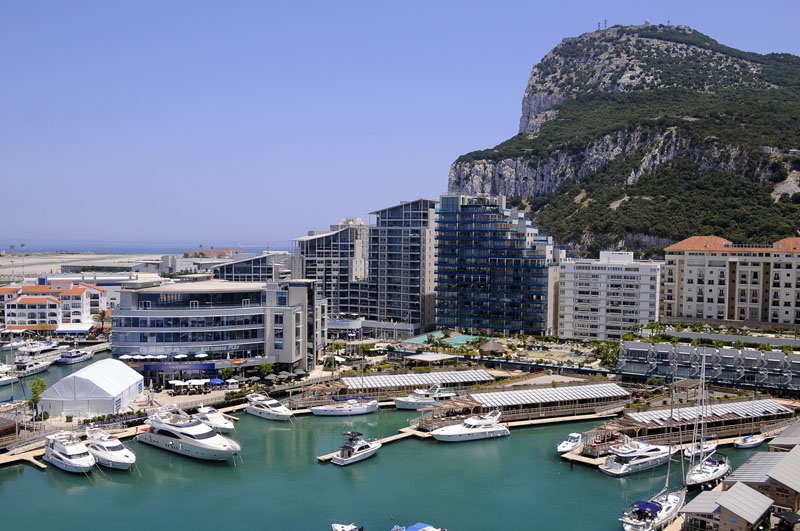
Ocean Village Marina — элитная стоянка яхт и место отдыха.

В 2011 году в Гибралтаре было зафиксировано 11 940 543 посетителей, из которых 11 424 581 прибыл по суше, 351 534 по морю и 164 428 по воздуху; исключая миграцию рабочей силы, по суше прибыло 9 616 781 человек. Туристическая демография показывает, что преобладают прибывшие из соседней Испании: 90 процентов посещений приходится на долю туристов из Испании, либо местных жителей-испанцев, либо проживающих в Испании или Гибралтаре британцев. Многие из которых приехали из соседней Коста-дель-Соль. Меньшее число посетителей, главным образом, из Соединенного Королевства, по крайней мере одну ночь проводят на территории Гибралтара. Средняя продолжительность пребывания составляет 4,1 ночи. Благодаря благоприятному климату туристический поток относительно стабилен круглый год, наибольшее число посещений, проходящееся на август, примерно на 50 % выше, чем минимальное число посещений в январе.
Показатели и их соотношение существенно изменились за последние 40 лет. За годы закрытия сухопутной границы большинство посетителей прибывали морем. Число прибывших по морю оставалось довольно стабильным до середины 1990-х годов, затем значительно возросло в связи с увеличением количества посещений круизных судов, которых стало заходить в Гибралтар более сотни в год. Число прибывших по воздуху увеличивалось в 1980-е годы, достигнув на пике 62 438 в 1989 году, затем в течение нескольких лет существенно не менялось и вновь выросло только 1996 году до 66 219. В 2000-е годы благодаря появлению маршрутов компаний-лоукостеров Monarch и EasyJet число авиапассажиров снова увеличилось. По состоянию на 2011 год прибывающих воздушным транспортом около 1,4 % от всех посетителей, в то время как в 1974 году, во время закрытия границы, они составляли 38 %. Воздушные и морские перевозки преобладают в качестве транспорта у британцев: более 80 % вылетающих из Гибралтара авиапассажиров направляются в Великобританию, на круизных судах количество британцев составляет 93 %. В противоположность 80 % прибывающих наземным путём (и тем самым фактически 80 % всех посетителей) являются гражданами Испании.

## Проблемы развития туризма
Развитию туризма в Гибралтаре препятствует ряд факторов. Небольшой размер территории вызывает острую нехватку площадей для расширения туристических объектов и строительства крупных объектов инфраструктуры, таких, как Гибралтарский аэропорт. Места для проживания (гостиницы, гостевые дома, апартаменты с собственной кухней) также имеются в ограниченном количестве. Источником напряжённости между Испанией и Гибралтаром по-прежнему остаётся контрабанда, иногда это приводит к длительным задержкам транспортных средств, пересекающих границу, из-за проведения гражданской гвардией Испании полицейских операций.
Продолжающийся политический спор с Испанией также препятствует развитию транспортных связей. До декабря 2006 года, когда было подписано Кордовское соглашение, отсутствовали прямые рейсы между Мадридом и Гибралтаром. Также ранее было затруднено воздушное движение, некоторое время гибралтарским рейсам даже не разрешалось входить в воздушное пространство Испании. Не признавая британский суверенитет над участком, где расположен аэропорт, Испания требовала передать его в совместное управление и рассматривать как внутренний испанский объект. Гибралтарцы сопротивлялись этому как фактическому нарушению их территориальной целостности и суверенитета. Благодаря соглашению 2006 года между Великобританией и Испанией, в настоящее время авиаперелёты проходят беспрепятственно.